# Storthyngura magnispinis
Storthyngura magnispinis är en kräftdjursart som först beskrevs av Richardson 1908B.  Storthyngura magnispinis ingår i släktet Storthyngura och familjen Munnopsidae. Inga underarter finns listade i Catalogue of Life.